# Demucking System

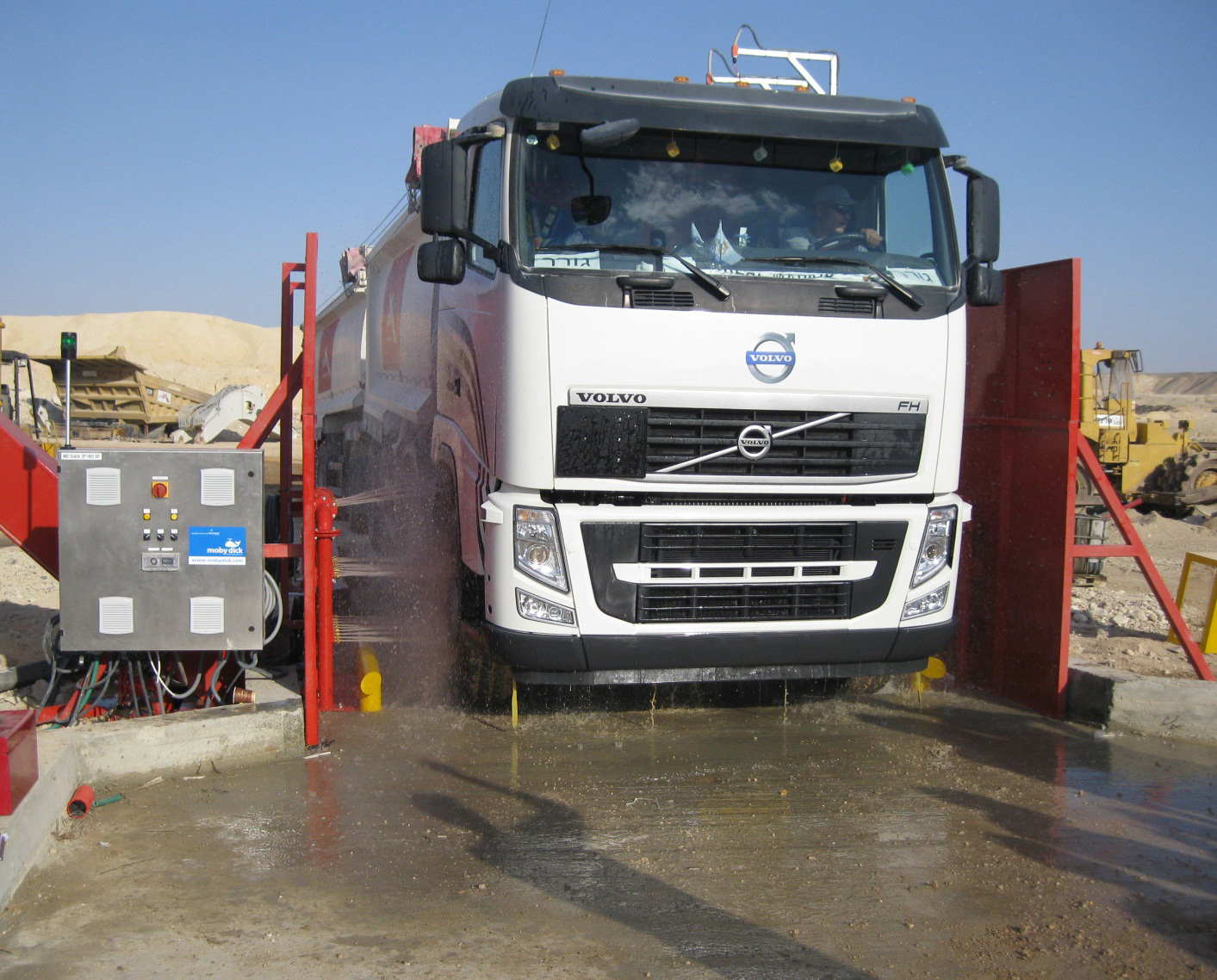
MobyDick Demucking Anlage für Lastwagen

Als Demucking System, im deutschsprachigen Raum auch Grobschmutzwaschanlage oder Baumaschinenwaschanlage genannt, wird eine Einrichtung zur Reinigung von Fahrzeug-Chassis bezeichnet. Anders als bei einer Reifenwaschanlage  geht es bei einem Demucking System jedoch nicht darum, die öffentlichen Straßen sauber zu halten, sondern allein um die Reinigung der Fahrzeuge selbst.

## Einsatzzweck
Nach Einsätzen in weichen oder sandigen Böden haften große Mengen Schmutz an Chassis und Kettenlaufwerken oder Rädern von Fahrzeugen. Solche Verschmutzungen erschweren oft die Wartungsinspektionen oder gefährden durch die Dämmung (Überhitzung) die Antriebssysteme von Lastwagen und Baumaschinen. Die Reinigung erfordert in der Regel große Mengen an menschlicher Arbeitskraft, Frischwasser und Strom. Mit einer automatischen Grobschmutzwaschanlage lassen sich solche Verschmutzungen jedoch zügiger, ressourcenschonender und kostengünstiger beseitigen als mit herkömmlichen Methoden (Handarbeit mit Hochdrucklanzen). Damit leisten solche Systeme einen Beitrag zur Wirtschaftlichkeit, Leistungssteigerung, Energie- und Ressourceneffizienz, Umweltschutz sowie Humanisierung des Arbeitsplatzes.

## Technologie
Ein Demucking System ermöglicht eine Unterteilung des Reinigungsvorgangs in eine Grobwäsche und, sofern erforderlich, eine anschließende Feinwäsche mit einer anderen Technologie. Das Hauptvolumen der abgewaschenen Verschmutzung fällt dabei stets bei der Grobschmutzwaschanlage an. Die Waschtechnologie basiert auf einem hohen Wasservolumen mit niedrigem Druck, der Wasserführung im Kreislauf sowie dem Verzicht auf Heißwasser und Reinigungsmittel. Dadurch wird der Schlamm in der Regel nicht mit Ölen oder Fetten kontaminiert, und es sind nur geringe Mengen an Frischwasser erforderlich. Beim Aufbereitungsvorgang des Wassers wird der Schlamm automatisch mittels Kratzförderer seitlich ausgetragen. Von dort kann er in der Regel kostengünstig, ohne Deklaration als Sonderabfall, entsorgt werden.